# Радан-Войвода
Радан-Войвода (болг. Радан войвода) — село в Болгарии. Находится в Варненской области, входит в общину Вылчи-Дол. Население составляет 370 человек.

## Политическая ситуация
В местном кметстве Радан-Войвода, в состав которого входит Радан-Войвода, должность кмета (старосты) исполняет Реджеб  Мустафов Реджебов (Движение за права и свободы (ДПС)) по результатам выборов правления кметства.
Кмет (мэр) общины Вылчи-Дол — Веселин Янчев Василев (независимый) по результатам выборов в правление общины.